# Matrice (personaggio)
Matrice è un personaggio dei fumetti pubblicati dalla DC Comics. Creata da John Byrne come parte del rinnovamento di Superman, è una supereroina, più nota tra il 1988 ed il 2002 come Supergirl. Comparve per la prima volta (come Supergirl) in Superman (vol. 2) n. 16 (aprile 1988).
Nel 2006, ci fu un altro personaggio con il soprannome di Matrice e fu creato da Geoff Johns, Grant Morrison, Greg Rucka, Mark Waid e Dale Eaglesham, e comparve per la prima volta in 52.

## Biografia del personaggio

### Incontro con Superman
In un'altra realtà (un "universo in miniatura") tre criminali Kryptoniani fuggirono dalla Zona fantasma, e tentarono di appropriarsi della Terra di quell'universo. Non esisteva un Superman in questa realtà (il giovane Superboy morì prima dell'evasione dei criminali), ma un Lex Luthor eroe. Utilizzando una forma di vita chiamata "matrice protoplasmica", Lex creò una donna con i capelli rossi, Matrice, che somigliava al suo amore, la Lana Lang deceduta di quell'universo. Matrice possedeva tutti i ricordi di Lana, grazie ai percorsi sinaptici copiati nel suo cervello. Lex fece anche sì che il suo fisico somigliasse a quello di Superman, che lui vide utilizzando una delle sue tante invenzioni per guardare nell'universo principale.
Come Superman, Matrice era veloce e forte oltre l'umana comprensione, poteva volare e in più possedeva i poteri di mutaforma, telecinesi, e l'invisibilità. Matrice indossò una versione femminile del costume di Superman, cambiando il suo aspetto in quello di una bella ragazza bionda, e combatté contro i tre criminali come "Supergirl". Tuttavia, i suoi poteri non riuscivano a competere con quelli dei tre avversari. Disperato, Lex inviò Supergirl nell'universo principale per reclutare Superman. Il suo sforzo ebbe successo, infatti Superman arrivò per aiutarla a sconfiggere i tre criminali kryptoniani, ma la Terra in miniatura sulla quale fu combattuta la battaglia era ora rovinata e senza vita. Quindi, Superman portò Matrice con sé nell'universo principale, dove divenne la prima Supergirl della continuità post-Crisi.

### "Supergirl"
Dopo l'arrivo sulla Terra principale, Matrice fu portata a vivere nella casa dei genitori adottivi di Superman, i Kent. Jonathan e Martha fecero un lavoro brillante nel tirare su la nuova "figlia", ma Matrice (o "Mae", come la ribattezzarono i Kent) si confuse per un breve periodo, in quanto credeva di essere lei Clark, e ne assunse addirittura le sembianze. Dopo un combattimento contro il vero Superman, riprese la sua sanità mentale, ma capì che stava di nuovo per confondersi e dopo aver involontariamente fatto del male ai Kent, fuggì in esilio nello spazio.
Dopo molte avventure, e dopo aver giocato un ruolo chiave nella storia "Panico nei Cieli", ritornò sulla Terra dove incontrò e si innamorò del Lex Luthor principale. Indossando ancora il costume confezionato per lei dal Lex Luthor della sua realtà, assunse il ruolo di Supergirl della continuità principale dell'Universo DC, determinata a fare della Terra su cui si trovava un posto migliore di quella da cui proveniva. Una delle prime cose che fece fu di ritornare a Smallville, nel Kansas, e si riunì con i suoi genitori adottivi, Jonathan e Martha Kent.
I suoi "genitori" e Superman rimasero scioccati quando appresero che ora usciva con Lex Luthor. Mae cominciò a vivere con Lex, ed ebbe addirittura un piccolo alterco con Superman riguardo a ciò.
Durante la storia della Morte di Superman, Mae era impaziente di prendere parte al combattimento contro Doomsday, ma Lex la trattenne, facendola restare con lui. Quando Doomsday arrivò a Metropolis, lei si ribellò a Lex e combatté contro il mostro, solo per essere messa fuori combattimento con un solo colpo, cosa che la costrinse inconsciamente a riprendere la sua vera forma: quella di una grigia massa umanoide.
Quando Superman morì fermando Doomsday, Supergirl utilizzò i suoi poteri per proteggere Metropolis, ma incontrò non poca derisione, in quanto veniva considerata da tutti come "l'animaletto" di Luthor. Fece un lavoro ammirevole nel preservare le vite dei cittadini della città, insegnando al giovane Superboy l'importanza della serietà quando si salvano delle vite, e aiutando Superman a ritornare quando si scoprì che in realtà era ancora vivo. Prese anche le sembianze di Clark Kent, facendo sì che si pensasse che Clark era impegnato in una cronaca via telefono cellulare durante l'attacco iniziale di Doomsday, cosa che spiegò come mai Clark era svanito con la morte di Superman.
Ma il suo shock più grande avvenne quando seppe che Lex l'aveva clonata, creando migliaia di "Supergirls" personali. Infuriata, distrusse il laboratorio, i cloni, e arrivò quasi ad uccidere Lex prima che questi cadesse in coma. Quindi, Matrice decise di unirsi ai Teen Titans per un breve periodo, ma se ne andò quasi subito, capendo che non facevano per lei.

### Angelo nato dalla Terra
Dopo la ricerca di un'anima, Mae cominciò a chiedersi se fosse una persona vera, se anche lei avesse un'anima. Ma tutto ciò fu risolto quando tenne le mani di una ragazza di nome Linda Denvers. L'abilità mutaforma di Matrice fuse le due in una nuova Supergirl, e Mae divenne il nuovo Angelo di Fuoco della Terra, perdendo istantaneamentela sua abilità mutaforma min quanto lei stessa si definì semplicemente come Linda e Supergirl. I rimasugli della sua forma protoplasmica che non furono fusi, si fusero per dare vita ad un essere malvagio, una Matrice fuori di testa, che combatté la fusione di Supergirl Linda/Mae, finché non fu assorbita da Blithe, l'Angelo di Luce della Terra. Successivamente, quando il lato buono di Matrice si separò da Linda, si fuse con Twilight, e divenne un nuovo Angelo di Fuoco.

### Reign in Hell
In Reign in Hell n. 1 (luglio 2008), la squadra degli Shadowpact attaccò Linda Denvers nel suo appartamento a Gotham City, cosa che la fece reagire. Mise in mostra le ali che aveva quando era fusa con Matrice, ma le perse a causa dei poteri combinati di Blue Devil ed Enchantress. Tuttavia, fu teleportata all'Inferno, dato che questo voleva che si pagassero i "debiti". In Reign in Hell n. 6, Linda ricomparve nella storia di Dottor Occult, dove comparve come un angelo caduto convocato da Lilith ma misteriosamente rilasciato.

### Dietro le quinte
Post-Crisi infinita, la Supergirl Matrice fu vista in una scena che mostrava gli eventi di Ora zero in 52, nella storia History of the DC Universe di Dan Jurgens. Secondo un'intervista con Newsarama, dopo gli eventi di Crisi Infinita, Dan DiDio affermò che la Supergirl Matrice fu spazzata via dall'esistenza. Tuttavia, Geoff Johns successivamente disse, "Per questo...huh? Linda Denvers non fu per niente connessa retroattivamente". La domanda della canonicità e del fato sia di Matrice che di Linda Denvers furono soggetti di dibattito per parecchi anni fino al 2008 quando Linda Denvers fu utilizzata nella miniserie Reign in Hell. Tuttavia, il futuro di Matrice rimane incerto. Le sue origini potrebbero essere in flusso a causa degli eventi di Crisi Infinita e dell'instabilità multiversale accennata in Booster Gold, ma la sua esistenza fu infine confermata.

## Poteri e abilità
La Matrice dell'universo miniaturizzato era una forma di vita protoplasmica con un genoma malleabile, così che poteva assumere ogni forma umanoide di massa uguale. Il suo primo potere, però, era la telecinesi che poteva utilizzare per muovere gli oggetti col pensiero e per incrementare la sua superforza, la resistenza fisica e la velocità a livelli super umani. Levitando sé stessa poteva volare a velocità supersoniche. Poteva rendersi invisibile, ed inudibile (perfino ai super sensi di Superman). Poteva concentrare la sua psicocinesi in attacchi esplosivi devastanti, o estendere la barriera psionica intorno agli altri per evitare che venissero feriti. Poteva utilizzare il suo psicopotere anche per cambiare le molecole della sua struttura e dei suoi vestiti, così da poter assumere ogni forma desiderasse. Però, perse l'abilità mutaforma e l'invisibilità dopo la sua fusione con Linda Denvers, dato che ora possedeva i limiti psichici tipici degli esseri umani.

## La nuova Matrice
In 52, una nuova eroina di nome Matrice comparve come membro della Infinity, Inc.. Questa Matrice era una donna con i capelli rossi che parlava con un accento degli Stati Uniti del sud. Mostrò la superforza e l'invisibilità, come la Matrice originale. Quando Obsidian attaccò la nuova recluta della Infinity, Inc., la nuova Jade, Matrice dimostrò di poter volare e l'invulnerabilità ad alcuni attacchi quando tentò di combatterlo.